# Publius Cornelius Lentulus Caudinus (Konsul)
Publius Cornelius Lentulus Caudinus war ein römischer Senator, Politiker und Militär.
Publius Cornelius Lentulus Caudinus gehörte zum Zweig der Lentuli der Familie der Cornelier. Er war Sohn von Lucius Cornelius Lentulus Caudinus und Bruder von Lucius Cornelius Lentulus Caudinus. 236 v. Chr. erreichte er an der Seite von Gaius Licinius Varus den Konsulat. Sein Bruder war im selben Jahr Zensor. Publius kämpfte als Konsul erfolgreich gegen die Ligurer und wurde für seine Erfolge mit einem Triumph geehrt. Sein gleichnamiger Sohn war ebenfalls römischer Senator.